# Cena Vladimíra Boudníka
Cena Vladimíra Boudníka je ocenění pojmenované po českém grafikovi a malíři Vladimíru Boudníkovi. Je udělována významným grafikům za celoživotní dílo každoročně od roku 1995, kdy ji založilo občanské sdružení Inter-Kontakt-Grafik. S udělením ceny je spojena finanční odměna 30 000 korun, kterou poskytuje hlavní město Praha.

## Laureáti
- 1995 – Ladislav Čepelák
- 1996 – Dalibor Chatrný
- 1997 – Alena Kučerová
- 1998 – Eduard Ovčáček
- 1999 – Jan Kubiček
- 2000 – Jan Měřička
- 2001 – Květa Pacovská
- 2002 – Michal Cihlář
- 2003 – Marie Blabolilová
- 2004 – Jiří Anderle
- 2005 – Jaroslava Severová
- 2006 – Lubomír Přibyl
- 2007 – Vojtěch Kovářík
- 2008 – Zdeněk Sýkora
- 2009 – Mikoláš Axmann
- 2010 – František Hodonský
- 2011 – Jiří Lindovský
- 2012 – Oldřich Kulhánek
- 2013 – Zbyněk Janáček
- 2014 – Jindřich Růžička[3]
- 2015 – Dalibor Smutný
- 2016 – Karel Malich
- 2017 – Josef Hampl
- 2018 – Lenka Vilhelmová
- 2019 – Ondřej Michálek
- 2020 – Jan Vičar